# Witstaartincakolibrie
De witstaartincakolibrie (Coeligena phalerata) is een vogel uit de familie der kolibries (Trochilidae).

## Verspreiding en leefgebied
Deze soort is endemisch voor de Sierra Nevada de Santa Marta in het noorden van Colombia.